# Една (Канзас)
Една (енгл. Edna) град је у америчкој савезној држави Канзас.

## Демографија
По попису из 2010. године број становника је 442, што је 19 (4,5%) становника више него 2000. године.
| Група             | 2000.       | 2010.       |
| Белци             | 379 (89,6%) | 387 (87,6%) |
| Афроамериканци    | 1 (0,2%)    | 0 (0,0%)    |
| Азијати           | 1 (0,2%)    | 0 (0,0%)    |
| Хиспаноамериканци | 4 (0,9%)    | 10 (2,3%)   |
| Укупно            | 423         | 442         |